# بزرگی طحال و کبد
بزرگی طحال و کبد یا هپاتواسپلنومگالی (به انگلیسی: Hepatosplenomegaly) گاه به صورت مجزا بزرگی طحال (اسپلنومگالی)، بزرگی کبد (هپاتومگالی) و گاه به صورت همزمان (هپاتواسپلنومگالی) دیده می‌شود. 
علل بروز چنین علائمی بسیار متفاوتند و می‌توانند نئوپلاستیک (لوسمی، لنفوم)، عفونی (مالاریا، هپاتیت ویروسی)، متابولیک (سندرم نیمن پیک) یا خونی (تالاسمی، کم‌خونی داسی‌شکل) باشند.

## تشخیص
تشخیص بزرگی کبد و طحال امروزه توسط روشهای تصویر برداری مانند سونوگرافی و سی تی اسکن انجام میشود. ولی در گذشته بیشتر توسط معاینه بالینی کشف میشد. در فرد بالغ معمولا کبد و طحال قابل لمس نمی باشد مگر لبه تحتانی کبد در افراد لاغر.